# 金貨
金貨（きんか）とは、金を素材として作られた貨幣。

## 特徴
金は、
- 美しい黄色の光沢を放ち、見栄えがいいこと
- 希少性があり偽造が難しいこと
- 柔らかく加工しやすいこと

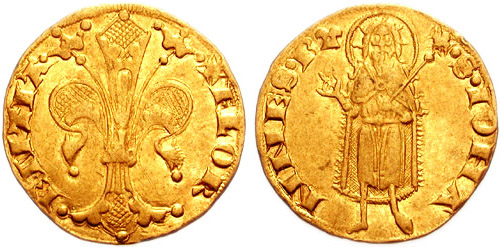
近代貨幣制度を確立したフローリン金貨

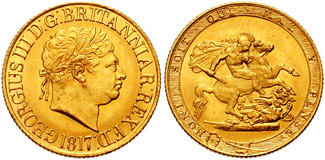
金本位制を確立したイギリス1817年銘のソブリン金貨

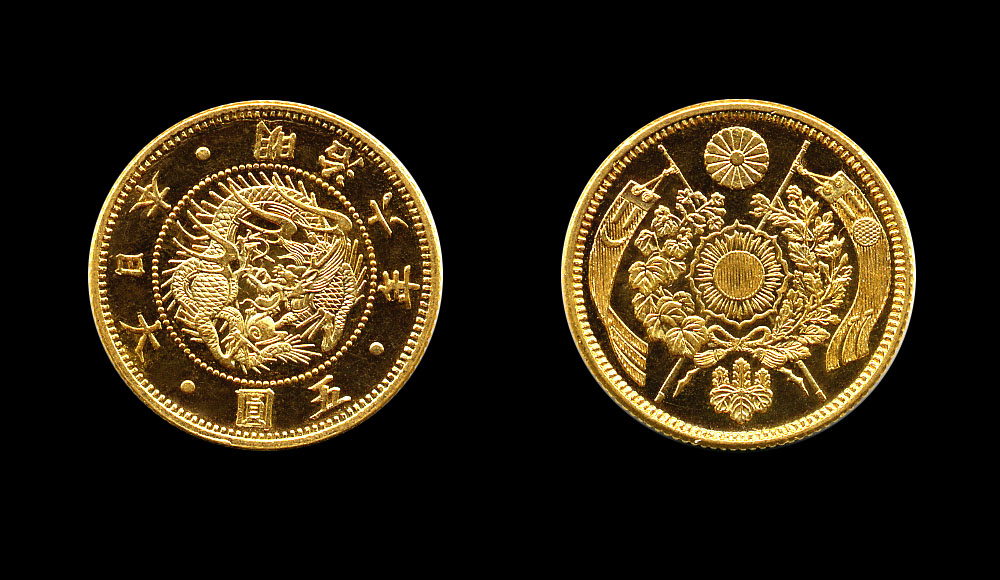
新貨条例により登場した本位金貨
明治6年銘5円金貨

- 化学的に極めて安定しており、日常的な環境では錆びたり腐食したりしないこと

などの理由で、古来、世界各地で貨幣の材料として使用されてきた。例えば古代ローマのソリドゥス金貨などである。
ただし、純金 (24K) は、流通を前提とした硬貨として使用するには柔らかすぎるため、通常は、銀や銅などの他の金属との合金が用いられる（強度を上げるために混入されるこれらの別の金属を「割金」と呼ぶ）。古代社会においては、エレクトラムと言われる、金、銀、白金などの自然合金が用いられた。近代社会では、日本やアメリカ合衆国を始め、一般的には90%の金と10%の銀または銅の合金が用いられた。イギリスでは、22カラット（金91.67%）の標準金と呼ばれる合金でソブリン金貨が、1817年から本位金貨として鋳造された。また、流通を目的としない近年の地金型金貨、収集型金貨には純金製のものも存在する。
日本では、江戸時代に発行された大判・五両判・小判・二分金・一分金・二朱金・一朱金といった金貨は金と銀の合金で製造され（金含有量は様々）、明治時代から昭和戦前までにかけて発行された本位金貨（日本の金貨参照）は金90%・銅10%の品位で製造され、戦後の記念金貨（日本の記念貨幣参照）は純金で製造されている。
世界でかつて発行された金貨の金品位はさまざまであるが、中には金品位が50%を下回るものも存在する。日本で江戸時代に発行された万延二分金、明治二分金、天保二朱金、万延二朱金、文政一朱金など、特に金品位が低く、金よりも銀の方が含有率の高いものは、現代の海外の貨幣市場では銀貨扱いとされることも多い。

## 歴史

### 古代
古代ローマ（前期）
古代ローマでは皇帝アウグストゥスが、金貨1種類 (アウレウス）、銀貨1種類（デナリウス）、銅貨5種類（セステルティウス、デュポンティウス、アス、セミス、クアドラートゥス）を導入した。アウグストゥスの各銭貨の価値の体系は固定比率で3世紀まで継続したが、215年に皇帝カラカラが量目が1デナリウスの1.5倍しかない2デナリウスを導入するなど、金貨や銀貨の貶質が繰り返されこの制度を崩壊させた。金貨アウレウスの価値も低下し、皇帝ガッリエヌスの時代には色が薄くなり縁も不均整で品位は本来の96.98%から60%程度まで貶質して、金貨と銀貨の関係も破綻した。
金銀複本位制の回復のため新たな銭貨の導入などが試みられ、皇帝アウレリアヌスは新たな金貨を発行した。さらにディオクレティアヌスは包括的な貨幣制度の改革を行い、金貨と銀貨に加えて3種類の銅貨を導入したが、インフレ圧力が強まって金の価格も大きく変動した。
310年頃、コンスタンティヌス1世はソリドゥス金貨とこれによる貨幣基準をローマ帝国西部に導入し、324年にクリュソポリスの戦いで勝利すると、ローマ帝国全域に新たな貨幣制度を導入することに成功した。ソリドゥス金貨はディオクレティアヌスの貨幣と似た外見でありながら量目は軽くなっていたが、ローマ軍上層部の将校が金での支払いをするようになるなど金の流通を促進させた。4世紀半ばには莫大な規模の金貨が製造されるようになったが、バルカン半島での金鉱の発見なども金貨製造増加の要因になった。
古代ローマ（後期）
帝政後期にはソリドゥス金貨、その半分の量目とセミスと3分の1の量目のトレミッシスの3種類の金貨が発行された。ローマ帝国の西部ではソリドゥスとトレミッシスの2種類の金貨が多く流通しておりゲルマン諸部族にも大きな影響を与えた。古代ローマでは特別な贈与のための倍数ソリドゥス貨が打造され、大型貨幣（メダリオン）としてゲルマン人に贈呈され、それらは装飾品に加工されることもあった。
ウァレンティニアヌス1世やウァレンスの治世には、徴税で納められた金の品位にばらつきが出ており、徴税人によるすり替えなどで銅にメッキを施した偽貨が流通するなど改革が必要になった。そのため徴税された金は溶かして鋳塊として皇帝のもとに届けられ、皇帝の居所で金貨が製造されるようになり、地方の銭貨製造所は激減したが、この改革で金の品位は98-99%まで高められた。

### 中世
ローマ帝国の後期には高額取引には金貨や銀貨、低額取引には銅貨が使用されており、日常使用される銭貨は銅貨で大量に流通していたが、600年頃には銅貨は実質的に消滅した。ビザンツ帝国支配下のイタリアや北アフリカを除いて、スペイン、ガリア、ブリテンなどではローマの銅貨が再利用されるに過ぎなくなったが、低額通貨が発行されなくなったのは経済生活が単純化したためといわれている。
一方、金貨は国家の収入と軍に対する支出の中心とされ、西欧でも発行が続けられており、6世紀頃にはトレミッシス貨が西欧では支配的な銭貨であった。アングロ・サクソン人はメロヴィング朝（フランク王国）の貨幣にならって600年代に金貨を製造するようになったが、7世紀後半にはイングランドなどで金貨の著しい貶質があり、銀によるペニー銀貨が支配的な銭貨になっていった。
中世の西欧では、長らく銀本位制で銀貨が鋳造されていたので金貨が鋳造されず、東方との貿易などで得られる東ローマ帝国（ビザンツ）のノミスマ金貨（ビザント）やイスラム圏のディナール金貨が使用されるのみだった。
9世紀から12世紀にかけてヨーロッパ各地で銀貨の製造がおこなわれていたが、南イタリアは東地中海のイスラム世界に強く結びついており金貨が製造されていた。ローマの貨幣製造所は8世紀頃にはユスティニアヌス1世によるローマ再支配以来続けていた皇帝貨などの製造をやめ、教皇貨の製造を始めたとされるが、これが商業上大きな意味を持っていたかはわかっていない。一方、フィレンツェ（フィレンツェ共和国）ではトスカーナ地方の多くの都市とは異なり、伝統的に教皇派で、商人がローマ教皇の銀行業務に参入しており、フリードリヒ2世の死後の1252年11月にフローリン金貨（フィオリーノ金貨）を導入することで自治権を主張するようになり、この金貨はヨーロッパ全土に広まって計算貨幣の基礎になった。その後、ジェノヴァ共和国でジェノヴァ金貨（Genovino）、ヴェネツィア共和国で1284年にゼッキーノ金貨（ドゥカートまたはダカット：Ducat）と呼ばれる金貨が鋳造された。金がイタリア北部に流入し、銀がイタリア南部に流入したことで、北部のフィレンツェ、ジェノヴァ、ヴェネツィアでは金貨が製造されるようになったが、イタリア南部を含む東地中海世界では銀を中心とする経済に移行した。
フローリン金貨とゼッキーノ金貨の2つの金貨は優劣を競った。これらの金貨はともに品位は.875で、56グレーン（54トロイグレーン）の量目を有していた。
ドゥカート金貨はその後も現在に至るまで発行が続けられ（もちろん現在は収集用であるが）、近代になってからは、より純度の高い.986という品位で鋳造されている。
13世紀中葉には大型銀貨が流通するようになり、同時期に忘れ去られていた金貨製造の技術がアラビア世界からヨーロッパにもたらされた。

### 近現代
金貨の世界的な流通は、やがて「金製の貨幣」としての貨幣価値にとどまらず、金という物質そのものと経済を連動させる金本位制に発展した。この金本位制は1816年にイギリスで世界最初に確立された。
全世界で金本位制が崩れた現在では、法定の平価に相当する額面価値分の金を含有した本位金貨のみならず、通貨としての一般流通を目的とした金貨も世界のどこの国でも発行されていない。

## 分類
現在発行されている金貨は、以下のいずれかに分類される。
通貨型金貨
金融機関において額面で両替により発売される。額面は金地金の価格より高く設定され、補助貨幣的な性格を有する。日本では10万円の記念金貨（天皇陛下御在位60年記念10万円金貨）がこの形式で発売されたが、世界的にはほとんど例を見ない。
地金型金貨
含有する金地金の市場価格に若干プレミアムをつけて発売され、市場価格に連動して時価取引される。額面は金地金の価格より低く設定される。南アフリカ、カナダ、中国およびアメリカなど主要な産金国を中心に発売されている。
収集型金貨
金地金の価格および額面を超える固定価格で発売される。額面は金地金の価格より低く設定される場合が多い。市場における取引価格は収集家、あるいは貨幣商の間の市場価格により決まる。オリンピック大会など国家的な行事を記念して発売されることが多い。

## 著名な金貨

### 一般流通している金貨
- 世界三大金貨
  - メイプルリーフ金貨 （カナダ）
  - ウィーン金貨 （オーストリア）
  - カンガルー金貨 （オーストラリア）
- その他
  - イーグル金貨 （アメリカ）
  - パンダ金貨 （中国）
  - ナゲット金貨 （オーストラリア）

### 過去に流通していた金貨
- 近年
  - クルーガーランド金貨　(南アフリカ共和国)

## 各国の金貨
- アメリカの金貨
- 日本の金貨
- 日本の記念貨幣

## 偽造

### 判別方法
さまざまな方法があるが、特に有名なのは金貨を噛む行為である。
ただし、海賊などに見られたという金貨を噛む慣行は、ハリウッドなどの映画の影響である。また、この着想は、ゴールドラッシュで金塊かどうか調べるために噛んでいた作業員の行動からきた可能性が指摘される。金貨においては、テューダー朝時代から銅が混ぜられ流通に耐えるよう柔らかく作られていないので噛んだところで、金貨の真贋がわかるはずがないのである。